# Enrico Torre
Enrico Torre (Bagni di Lucca, 7 ottobre 1901 – Firenze, 31 maggio 1975) è stato un velocista, lunghista e multiplista italiano.

## Biografia
Nel 1924 prese parte ai Giochi olimpici di Parigi partecipando alle gare dei 100 metri piani e della staffetta 4×100 metri: in entrambi i casi non raggiunse la finale, ma nella staffetta riuscì a raggiungere la semifinale con Ernesto Bonacina, Giovanni Frangipane e Pietro Pastorino.
All'Olimpiade successiva, quella di Amsterdam 1928, sì ripeterono risultati simili: fu eliminato durante le qualificazioni del salto in lungo, dopo essersi piazzato venticinquesimo, mentre nella staffetta, corsa con Giuseppe Castelli, Franco Reyser ed Edgardo Toetti, non passò le prime fasi eliminatorie.
Fu tre volte campione italiano in tre diverse specialità: 200 metri piani, salto in lungo e pentathlon.

## Palmarès
| Anno | Manifestazione  | Sede      | Evento                | Risultato     | Prestazione | Note  |
| ---- | --------------- | --------- | --------------------- | ------------- | ----------- | ----- |
| 1924 | Giochi olimpici | Parigi    | 100 metri             | elim. qualif. | n/d         |       |
| 1924 | Giochi olimpici | Parigi    | Staffetta 4×100 metri | elim. semif.  | n/d         | [ 1 ] |
| 1928 | Giochi olimpici | Amsterdam | Salto in lungo        | elim. qualif. | 6,76 m      |       |
| 1928 | Giochi olimpici | Amsterdam | Staffetta 4×100 metri | elim. qualif. | n/d         |       |

## Campionati nazionali
- 1 volta campione italiano assoluto dei 200 m piani (1925)
- 1 volta campione italiano assoluto del salto in lungo (1927)
- 1 volta campione italiano assoluto nel pentathlon (1934)

1924
- Bronzo ai campionati italiani assoluti, 100 m piani

1925
- Bronzo ai campionati italiani assoluti, 100 m piani
- Oro ai campionati italiani assoluti, 200 m piani - 23"1/5

1927
- Oro ai campionati italiani assoluti, salto in lungo - 6,97 m

1929
- Argento ai campionati italiani assoluti, salto in lungo - 6,79 m

1932
- Bronzo ai campionati italiani assoluti, staffetta 4x100 m - 44"4/5
- Bronzo ai campionati italiani assoluti, staffetta 4x200 m - 1'34"0
- Oro ai campionati italiani assoluti, staffetta svedese - 2'04"1/5

1933
- Bronzo ai campionati italiani assoluti, pentathlon - 3368,76 p.

1934
- Oro ai campionati italiani assoluti, pentathlon - 3 294,850 p.